# Фарро, Армандо
Армандо Фарро (исп. Armando Farro; 20 декабря 1922, Буэнос-Айрес — 30 ноября 1982) — аргентинский футболист, правый нападающий.

## Карьера
Армандо Фарро начал карьеру в молодёжных командах «Боки Хуниорс» и «Ривер Плейта». Профессиональную же футбольную деятельность футболист начал в клубе «Банфилд» в 1940 году. Он провёл там четыре года, занимая позицию левого полузащитника, и сыграв в 88 матчах и забив 43 гола. В апреле 1945 года Фарро перешёл в клуб «Сан-Лоренсо», где дебютировал 22 апреля в матче с «Химнасией». В клубе Армандо стал играть справа в атаке. И, вместе с Рене Понтони и Ринальдо Мартино составил трио нападения команды, которое прозвали «Золотая троица» (исп. El terceto de oro). Годом позже эта линия нападения помогла «Сан-Лоренсо» выиграть чемпионат Аргентины, забив при этом 90 голов в 30 матчах. Из них 55 мячей были забиты тройкой нападения: 20 голов забил Понтони, 18 раз отличился Мартино и 17 раз Фарро. Однако это достижение так и осталось для того нападения единственным, а первенство 1948 года последним: Понтони и Мартино по окончании чемпионата покинули клуб. Армандо остался в «Сан-Лоренсо» до 1953 года, проведя за клуб 161 матч и забив 53 гола. Годом позже он перешёл в «Феррокарриль Оэсте», где сыграл две игры. После чего принял решение перестать играть из-за травмы глаза. Матч, сыгранный 25 июля 1954 года против «Лануса» (1:2), стал последним для Фарро в карьере.
В составе сборной Аргентины Фарро сыграл лишь 3 встречи. Он попал в состав национальной команды, отправляющейся на чемпионат Южной Америки в Чили. Там 18 января он дебютировал в сборной страны в матче с Боливией. На том же турнире Армандо сыграл ещё две встречи, а его команда выиграла золотые медали.

## Международная статистика
| Матчи Армандо Фарро за сборную Аргентины | Матчи Армандо Фарро за сборную Аргентины | Матчи Армандо Фарро за сборную Аргентины | Матчи Армандо Фарро за сборную Аргентины | Матчи Армандо Фарро за сборную Аргентины | Матчи Армандо Фарро за сборную Аргентины | Матчи Армандо Фарро за сборную Аргентины |
| ---------------------------------------- | ---------------------------------------- | ---------------------------------------- | ---------------------------------------- | ---------------------------------------- | ---------------------------------------- | ---------------------------------------- |
| №                                        | Дата                                     | Место проведения                         | Оппонент                                 | Счёт                                     | Голы                                     | Турнир                                   |
| 1                                        | 18 января 1945                           | Сантьяго                                 | Боливия                                  | 4:0                                      | —                                        | Чемпионат Южной Америки                  |
| 2                                        | 7 февраля 1945                           | Сантьяго                                 | Колумбия                                 | 9:1                                      | —                                        | Чемпионат Южной Америки                  |
| 3                                        | 15 февраля 1945                          | Сантьяго                                 | Бразилия                                 | 3:1                                      | —                                        | Чемпионат Южной Америки                  |

## Достижения
- Чемпионат Южной Америки: 1945
- Чемпион Аргентины: 1946